# Mátyás király vadaskertje
Mátyás király vadaskertje vagy vadasparkja Budapest II. kerületében, a Hármashatár-hegyen található egykori király vadaskert, amit I. Mátyás magyar király építtetett uralkodása idején, 1458–1490 között. Pesten szintén volt egy vadaskertje.

## Fekvése
A négy kilométer átmérőjű vadaskert a mai Nyék területén húzódott: határai Budapest II. és XII. kerület egy részére is kiterjedt, mint például Zugliget és Budakeszierdő. Nyugaton a pálosok birtokaival volt határos, legközelebbi szomszédja a mai Szépjuhásznénál található budaszentlőrinci pálos kolostor volt. Területén van az Oroszlán-szikla, ami egy kőből faragott ülő oroszlánt ábrázolt, ma már alig felismerhető állapotban, felette pedig az Oroszlán-barlang húzódik. Az egykori vadaskerttől délre emelkedik ki a 242 méter magas Apáthy-szikla.
Területét egy két méter magas fal vette körbe a Glück Frigyes út–Görgényi út vonalán ment tovább a Kapy utcáig, ahol délnyugat felé a Csalán és a Battai út után érhette el az Ördög-árkot, majd a mai Völgy utca és a Hűvösvölgyi út között folytatódott, egészen a mai hűvösvölgyi végállomásig.

## Története

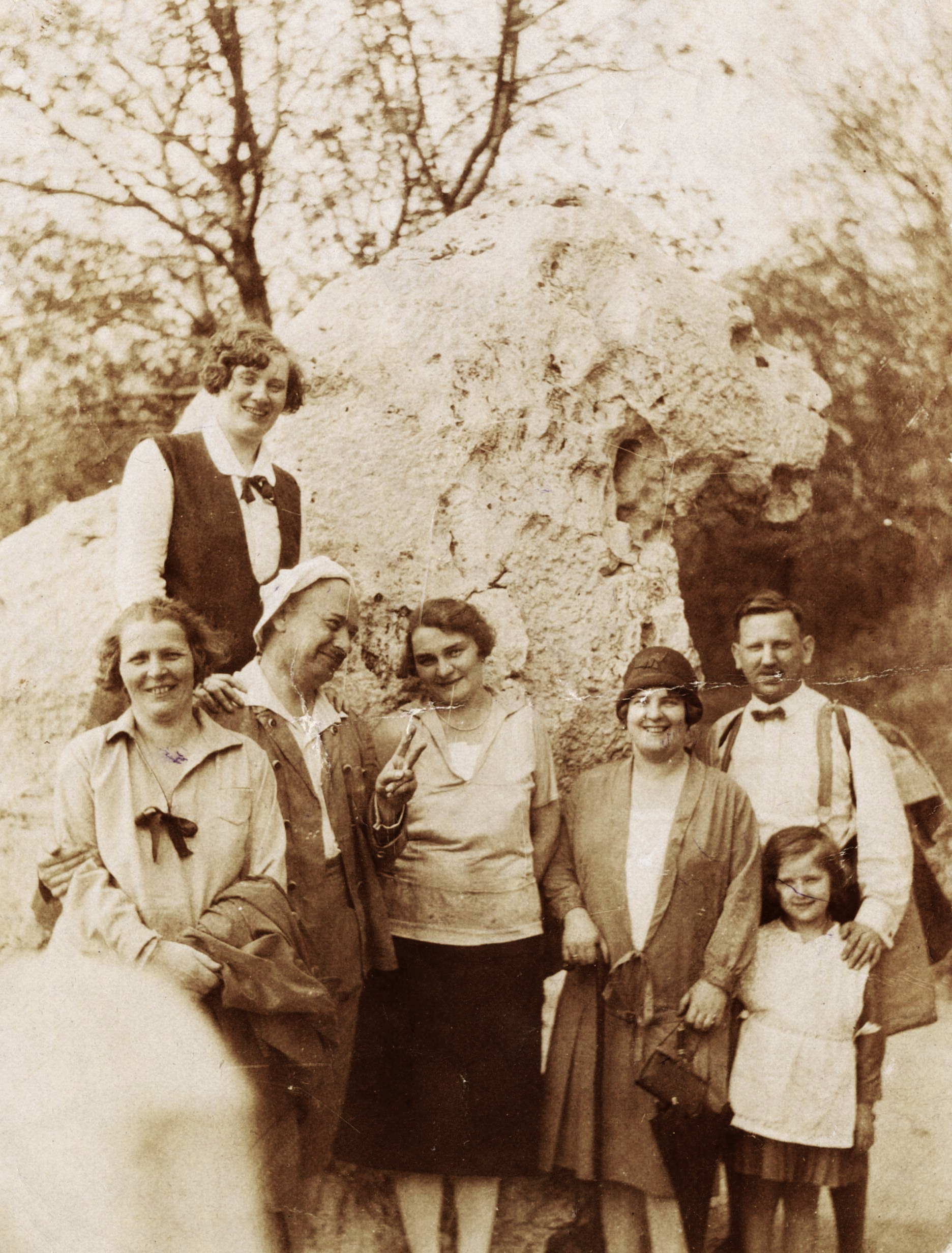
Az Oroszlán-szikla a Kecske-hegyen 1926-ban, ekkor még megvolt a fej része

A 15. században a Budai-hegységben ahol nem lehetett szőlőt termeszteni és legelőnek se volt alkalmas a terület, nagy kiterjedésű erdőségek voltak, ami ideális hely volt a vadászatra, mert sokféle vad (a források szerint medve is) megélt. Mátyás király uralkodása idején, 1458–1490 között épülhetett a kert, központja egy vadászkastélyként működő villa volt. Elsősorban vadtartás és -tenyésztés miatt alakították ki, ami bő táplálékot, és az Ördög-árok pataknak köszönhetően (ami korábban a vadaskert része volt) kiváló vízellátást biztosított a hegységből összegyűjtött itthon honos állatoknak (pl. vaddisznó, róka, őz, gímszarvas, stb.), amik közé néhány egzotikusat, mint például tevét, dámvadat és feltehetőleg oroszlánt is hozatott a király.
A területről feljegyzéseket készített Mátyás krónikása, Antonio Bonfini és a török Dzselalzade Musztafa is: sáncokkal és kerítéssel körbevett, dombokkal és rétekkel tarkított kertként írnak róla. Bonfini például így:
Sőt a Duna túlsó partján, a pesti mezőségen, egy mérföldnyire a határban majorság volt. Ez is csodálatos és nem kevésbé kellemetes. Gondjaiban itt szokta felüdíteni lelkét. Buda környékén, a harmadik mérföldkőnél egy másik majorsága is volt, hol erdei állatokkal teli vadaskert látható. De háziállatok is voltak itt nagy bőségben. Buda városától nem messze, a sóházaknál volt harmadik majorsága.
Továbbá a budai földeken másik városközeli majorja volt a harmadik kőnél, ahol sok erdei állat látható nagy vadaskertben. A királynak ez a legkedvencebb helye az üdülésre, szórakozásra. Mérföldekre menő járóföldön csak itt-ott van némi tisztás, hová sütkérezni jár ki az erdei vad – a többi merő rengeteg, igazi őserdő még, telve a vadak mindenféle nemével, fajával.
Oláh Miklós így említi a területet:
Északra van a királynak a Nyék nevű, különféle vadban bővelkedő vadaskertje, amely három magyar mérföld kerületben nem csak erdős hegyet, hanem nagy terjedelmű réteket is övez, kerítéssel körülvéve.
Mátyás 1490-ben elhunyt, melyről Bonfini azt írja: „Budán őrzött oroszlánok a király halála napján kimúltak". Viszont halála után is még tovább működött a két vadaspark, sőt II. Ulászló uralkodása alatt fejlesztések is voltak, I. Ferdinánd pedig fővadászmestert is kinevezett élére a pesti vadaskerttel egyetemben. Feljegyzések szerint 1526 őszén I. Szulejmán oszmán szultán is vadászott a kertben, de a későbbi török időkben már nem foglalkoztak vele, és a török hódoltság után azonban feledésbe is merült és szinte teljesen eltűnt a többi királyi és hazai vadaskertek többségével. Sokáig nem is tudták meghatározni a pontos helyét.
A 18. században, az újjáépítés korában (1711-1772) aztán fejlődésnek indultak a vadasparkok, második fénykoruk a nagybirtokosok által jött el: az ekkor megrendezett vadászatok nemzetközi hírűek voltak. Rendeltetésük hasonló volt mint a középkorban és a reneszánszban: nagyhatalmi pompa, a társasági kapcsolat és a bőséges vadászati lehetőség biztosítása.
A 20. században, 1931-ben Garády Sándor autodidakta régész a Hűvösvölgyi úton megtalálta az egykor központként funkcionáló vadászkastély romjainak alapjait. Az 1930-as években elkezdett kutatások során feltárták még mintegy 240 méter hosszan a II. kerületben, észak-nyugaton, a Kőhegy utca–Glück Frigyes út vonalában húzódó köveket, amik a hajdani, kertet körbefogó két méter magas védősánc falai voltak. Akkor még elég sok helyen fellelhető volt a fal, amit megépítésekor úgy alakítottak ki, hogy kívülről alacsony volt, belül viszont magas, a vad könnyű be, illetve nehéz kijutását szolgálva (vadbeugrók). Ez a vonal amúgy korábban sokáig Buda és Pesthidegkút határvonala volt, az erdőben ma is megtalálni a régi határköveket.
Napjainkban már csak a kastély romos alapjai, egy hosszabban feltárt, eredeti falszakasz, valamint egy vázlatos térképpel rendelkező emlékmű (Glück Frigyes út, kb. a sárga és a kék jelzés találkozásánál), a Vadaskerti utca és a 371 m magas Vadaskerti-hegy őrzi emlékét.